# Police (Pologne)
Cet article concerne la ville. Pour l'institution, voir Police en Pologne.
Pour les articles homonymes, voir Pölitz.
 (novembre 2023).
Si vous disposez d'ouvrages ou d'articles de référence ou si vous connaissez des sites web de qualité traitant du thème abordé ici, merci de compléter l'article en donnant les références utiles à sa vérifiabilité et en les liant à la section « Notes et références ».
Police (en allemand : Pölitz) est une ville de la voïvodie de Poméranie occidentale, dans le Nord-Ouest de la Pologne.

## Géographie
Police est située près de l'embouchure de l'Oder, à 15 km au nord de Szczecin.

## Histoire
Les premiers établissements de population à l'emplacement actuel de la ville sont mentionnés à partir de 1243.

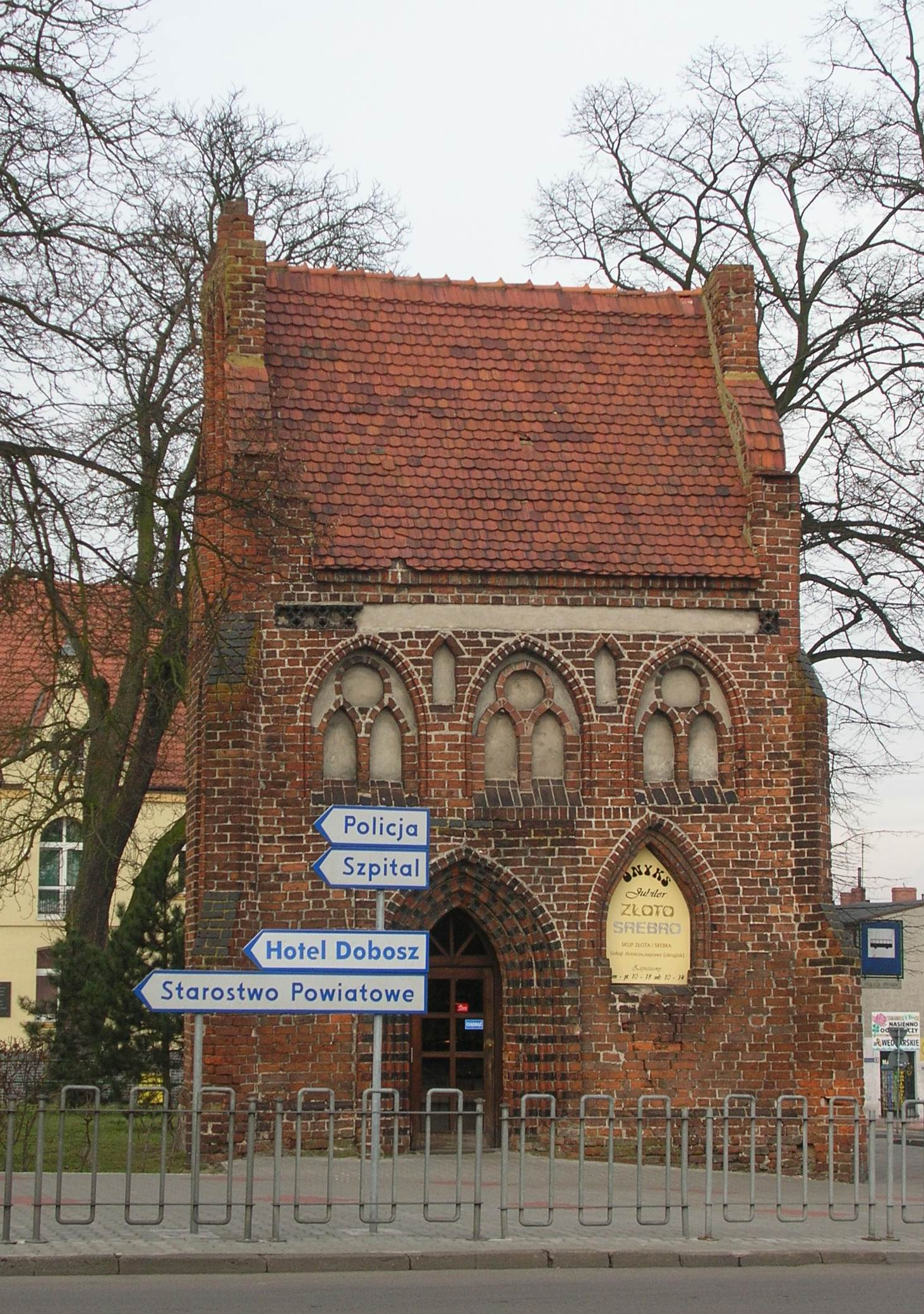
Chapelle place de la Vieille Ville (XVe siècle).

Barnim Ier le Bon, duc de Poméranie, accorde à la ville des privilèges (sous le droit de Magdebourg) en 1260, mais en 1321, elle est rattachée à Szczecin, ce qui limite son expansion.
De 1630 à 1719, la ville est sous le contrôle de la Suède, puis elle est intégrée à la Prusse à partir de cette date. Le développement de la ville redémarre au milieu du XVIIIe siècle. La ville s'appelle alors Pölitz en allemand. Jusqu'à la fin de la Seconde Guerre mondiale, Pölitz fait partie de l'arrondissement de Randow (de) dans le district de Stettin de la province prussienne de Poméranie.
En 1937, la décision d'y construire un grand complexe de production d'essence synthétique (Hydrierwerke AG) est prise par le conglomérat I.G. Farben, il est opérationnel durant la Seconde Guerre mondiale. La main d'œuvre vient principalement des camps de concentration annexes de Pommernlager, Nordlager, Tobruklager, Wullenwever-Lager, Arbeitserziehungslager Hägerwelle et Dürrfeld Lager. Un navire mouillé dans l'Oder sert même de camp (Umschulungslager Bremerhaven). Ils dépendent du camp de Pölitz, un des camps rattaché à celui de Stutthof. À cause de l'importance stratégique pour l'armée allemande de cette production, l'usine est bombardée plusieurs fois par la Royal Air Force et l'US Army Air Force. Un monument à Trzeszczyn près de Police rappelle le travail et le sort de ces prisonniers venus de Pologne, de France, de Belgique, d'URSS et de Yougoslavie.
Le 26 avril 1945, la ville et l'usine sont prises par les Russes. La ville devient alors une enclave administrée par les soviétiques en Pologne. Des prisonniers de guerre allemands travaillent au démontage de l'usine qui est expédiée en URSS. La ville repasse ensuite progressivement sous l'autorité polonaise (la région est entre-temps devenue polonaise). La population allemande est expulsée. Les premiers réfugiés polonais commencent à s'installer dans la ville.
En 1969 est construite une grande usine chimique ("Zakłady Chemiczne Police") qui, en s'agrandissant, deviendra une des plus grandes de Pologne. Elle produit principalement des engrais.
En 1997 s'ouvre un petit musée : la Galerie historique de Police (Galeria Historyczna Polic).
Police est depuis 1999 le chef-lieu du Powiat de Police.

## Monuments historiques
- Église - Jasienica (XIVe – XVIIIe siècle)
- Monastère augustin en ruines - Jasienica (XIVe siècle)
- Chapelle de la vieille ville de Police (XVe siècle)
- Église dans la vieille ville de Police (XIXe siècle)

## Nature
- Le fleuve Oder et la rivière Gunica se rejoignent dans la ville. Parcours de kayak : Węgornik – Tanowo – Tatynia – Police (Jasienica).
- Puszcza Wkrzańska (en allemand Ueckermünder Heide) : une grande forêt (1 000 km2) à cheval sur la frontière germano-polonaise.
- Réserve naturelle (Tanowo et Węgornik) : Świdwie (de) (Convention de Ramsar, depuis 1984).

## Industrie
- Usine Zakłady Chemiczne Police SA (production d'engrais).

## Communications
- Aéroport le plus proche : aéroport Solidarité de Stettin-Goleniów (Goleniów).
- Port relié à la mer.

## Sport
- Klub Sportowy Chemik Police
- Klub Piłkarski Police
- Uczniowski Klub Żeglarski BRAS

## Personnalités liées à la ville
- Ludwig Giesebrecht (1792-1873), historien et homme politique mort à Jasienica.
- Georg von Köller (1823-1916), homme politique né à Jasienica.
- Hans Modrow (1928-2023), homme politique né à Jasienica.

## Jumelages
- Korsør (Danemark) depuis 1992[1]
- Pasewalk (Allemagne) depuis 1999[2]
- Novyï Rozdil (Ukraine) depuis 2002[2]
- Korinós (Grèce) depuis 2008[3]

## Galerie

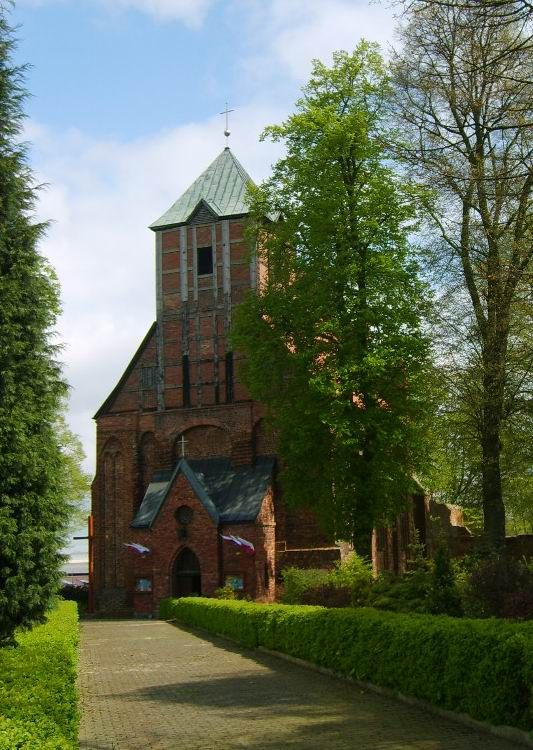
Église Jasienica (XIVe/XVIIIe siècle).
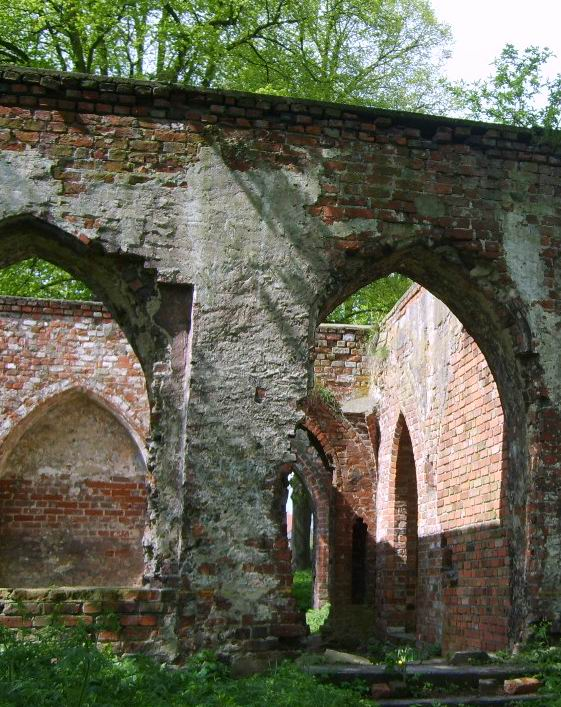
Ruines du monastère Jasienica (XIVe siècle).
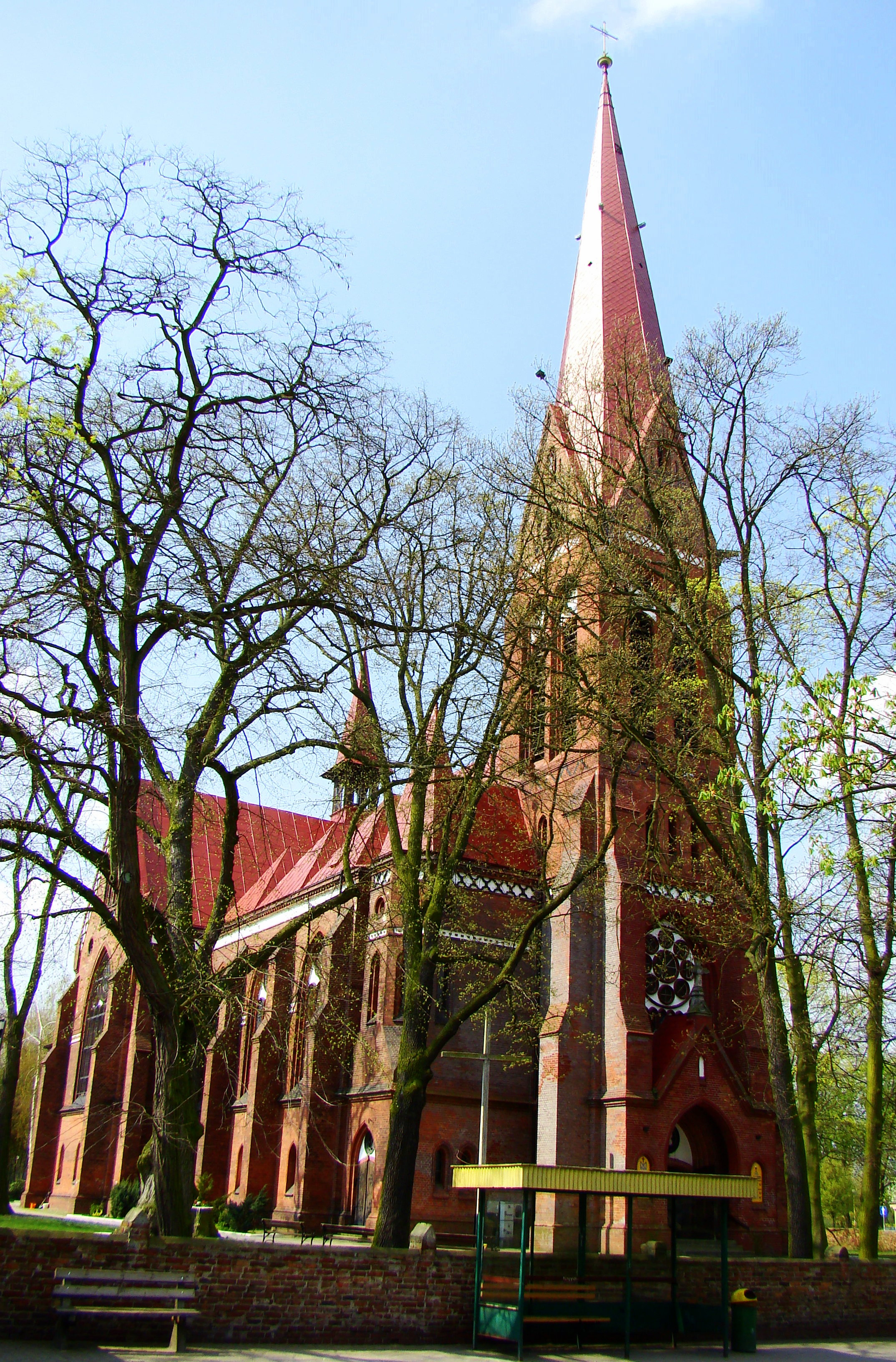
Église dans la vieille ville de Police (XIXe siècle).
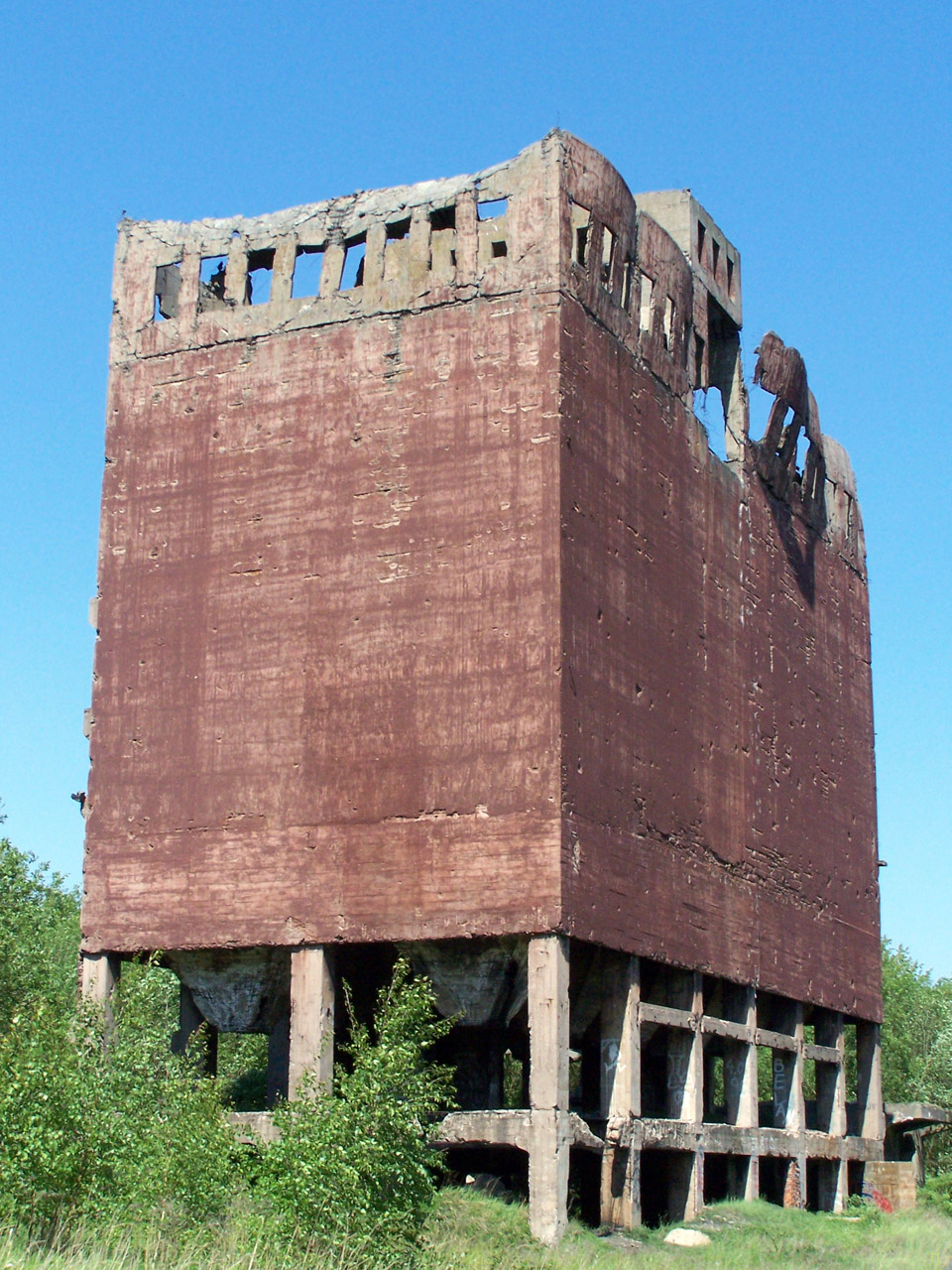
Ruines de l'ancienne usine allemande de production d'essence synthétique.
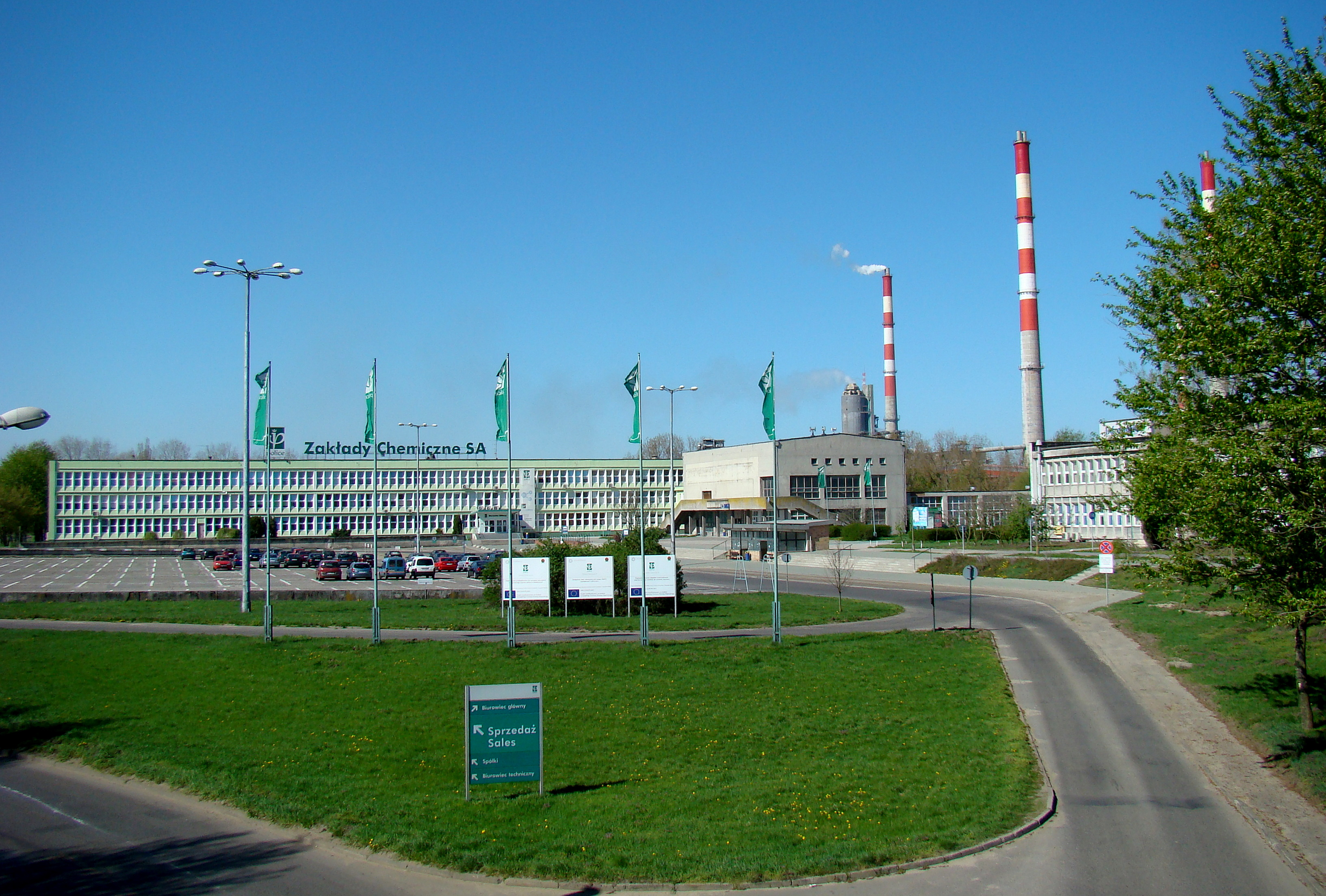
Grande usine de Zakłady Chemiczne Police SA, production d'engrais.
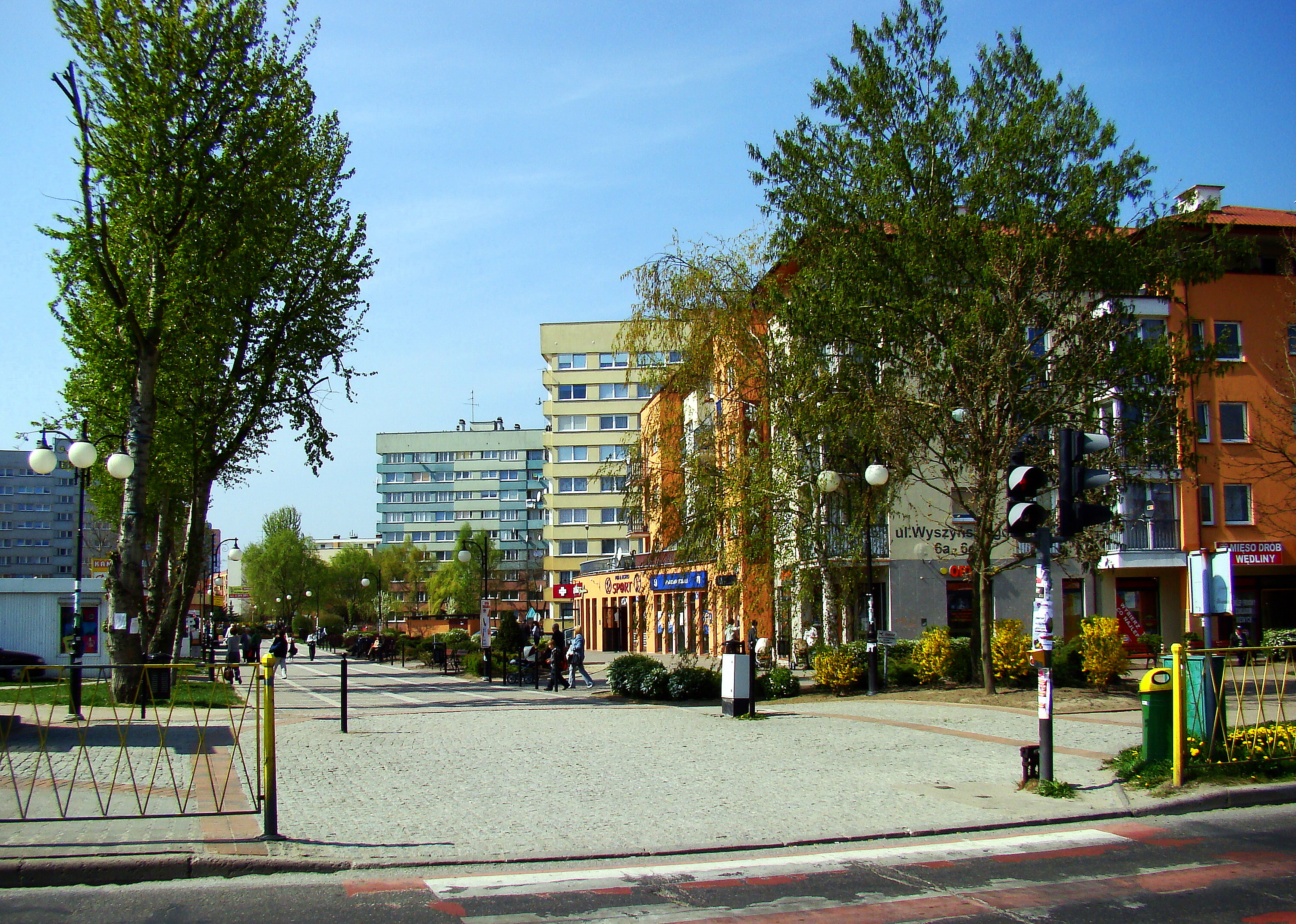
Anna Jagellon ensemble résidentiel.